# La gatta sul tetto che scotta (film 1984)
La gatta sul tetto che scotta (Cat on a Hot Tin Roof) è un film televisivo del 1984 diretto da Jack Hofsiss. 
La pellicola è tratta dall'omonimo dramma di Tennessee Williams, già adattato per il grande schermo da Richard Brooks nel 1958 e per il piccolo da Robert Moore  nel 1976. Il film televisivo mantiene i riferimenti alla possibile omosessualità del protagonista, censurati nel film di Brooks ma presenti nell'opera teatrale di Williams. Inoltre la sceneggiatura include le revisioni apportate da Williams al testo nel 1974, nelle quali il futuro dei due protagonisti rimane incerto.

## Accoglienza
Il film è stato accolto tiepidamente dalla critica. Il New York Times, in particolare, lo ha giudicato superiore al remake televisivo del 1976, ma ha tuttavia affermato che le pecche della pièce finiscono per intaccare anche il risultato finale del film.

## Riconoscimenti
- 1984 – Premio Emmy
  - Candidatura per la miglior lighting direction per Ken Dettling e Danny Franks
  - Candidatura per la miglior attrice non protagonista in una miniserie o speciale televisivo per Penny Fuller
  - Miglior attrice non protagonista in una miniserie o speciale televisivo per Kim Stanley